# Apsilochorema excisum
Apsilochorema excisum är en nattsländeart som först beskrevs av Georg Ulmer 1927.  Apsilochorema excisum ingår i släktet Apsilochorema och familjen Hydrobiosidae. Inga underarter finns listade i Catalogue of Life.